# Emmanuel Ngobese
Emmanuel Asanda "Scara" Ngobese (Katlehong, 3 de junho de 1980 – Joanesburgo, 11 de maio de 2010) foi um futebolista sul-africano que jogou pela última vez como meio-campista para o United F.C na  National First Division . Ele nasceu em Katlehong, Gauteng e morreu em Joanesburgo. Foi carinhosamente conhecido por seus fãs como "Scara". Ngobese morreu de tuberculose em maio de 2010 depois de ter sofrido da doença desde 2008.